# (8664) 1991 GR1
(8664) 1991 GR1 là một tiểu hành tinh vành đai chính. Nó được phát hiện bởi Eleanor F. Helin ở Đài thiên văn Palomar ở Quận San Diego, California, ngày 10 tháng 4 năm 1991.